# Coffea brevipes
Coffea brevipes är en måreväxtart som beskrevs av William Philip Hiern. Coffea brevipes ingår i släktet Coffea och familjen måreväxter. Inga underarter finns listade i Catalogue of Life.